# Janaab Pakal III.

Umzeichnung der Namensnennung von Janaab Pakal III.

Janaab Pakal III. (auch Wak Kimi Janaab Pakal oder Sechs Tod) war der letzte bekannte Herrscher (Ajaw) der Maya-Stadt Palenque. Er ist bislang nur durch eine einzige Inschrift auf einem Tongefäß bekannt. Diese Inschrift gibt die Thronbesteigung Janaab Pakals III. für den 13. November 799 (Lange Zählung 9.18.9.4.4, Kalenderrunde 7 K'an 17 Muwan) an. Es handelt sich hierbei um das letzte bekannte Datum, das aus Palenque überliefert ist. Die Stadt selbst war zu dieser Zeit im endgültigen Niedergang begriffen. Die Bevölkerungszahl sank und keinerlei größere Bauprojekte lassen sich mehr nachweisen.
Der Name Janaab Pakals III. kann als eine Referenz auf K’inich Janaab Pakal I., den bedeutendsten Herrscher Palenques, angesehen werden. Ob allerdings ein Verwandtschaftsverhältnis zu dessen Dynastie besteht, lässt sich aufgrund der spärlichen Quellenlage nicht sagen. Auch trug er offenbar nicht den Titel eines „Heiligen Herren von Palenque“ (k'uhul B'aakal ajaw), weshalb er auch ein rangniederer Würdenträger gewesen sein könnte.